# قانون ماتيلدا
قانون ماتيلدا (بالإنجليزية: Matilda's Law)‏ هو أمر تنفيذي أُصدر في ولاية نيويورك بتاريخ 20 مارس 2020 (ساري المفعول في 22 مارس 2020) لحماية الصحة العامة أثناء جائحة كوفيد-19.

## الهدف من القانون
يوجه القانون الفئات السكانية المعرضة للخطر بما في ذلك أولئك الذين تبلغ أعمارهم 70 عام أو أكثر، وأولئك الذين يعانون من ضعف في جهاز المناعة، وأولئك الذين يعانون من حالات مرضية أساسية إلى اتخاذ احتياطات محددة. وشملت هذه الإجراءات الحد من عدد الزوار وفحصهم، والبقاء في المنزل ما لم يكن هناك حاجة للحصول على الإمدادات، أو الرعاية الطبية، أو خدمات الطوارئ، أو ممارسة التمارين الرياضية في الهواء الطلق بمفردهم.

## التسمية
تم تسمية التوجيه تكريمًا لماتيلدا كومو [الإنجليزية]، السيدة الأولى السابقة لولاية نيويورك ووالدة الحاكم أندرو كومو.